# Richard Roethe
Richard Roethe (* 24. Januar 1865 in Graudenz; † 1944) war Inspekteur der Fliegertruppen (IdFlieg) der Luftstreitkräfte im Ersten Weltkrieg.

## Leben

### Herkunft und Familie
Roethe war der jüngste Sohn des Graudenzer Druckereibesitzers Gustav Roethe und dessen Ehefrau Margarete, Tochter des Ludwig Ernst Wilda, ein Graudenzer Geheimrat. Sein älterer Bruder war der Professor Gustav Roethe.

### Karriere
Roethe besuchte die königliche Landesschule in Pforta und trat vor 1889 in die preußische Armee ein und diente 1889 als Sekondeleutnant im Magdeburgischen Pionier-Bataillon Nr. 4und besuchte im selben Jahre die Vereinigte Artillerie und Ingenieurschule in Berlin. Er wurde bis 1892 in das Eisenbahn-Regiment Nr. 3 versetzt und bis 1896 zum Premierleutnant befördert.
Er wurde am 1. Oktober 1912 zum Major ernannt. Er wirkte als Verkehrsoffizier vom Platz und wurde 1913 zum Kommandeur des Telegraphen-Bataillons Nr. 2 in Frankfurt an der Oder ernannt. Er wurde im Dezember 1914 als Nachfolger von Walter von Eberhardt zum Inspekteur der Flieger ernannt. Er beschäftigte sich in dieser Position mit der Reorganisation der Luftstreitkräfte, die sein Vorgänger nicht vollenden konnte. 1916 gab auch er diese Position auf und wurde durch den Major Wilhelm Siegert ersetzt. Roethe wurde am 18. Juni 1917 zum Oberstleutnant befördert. Seine letzte Verwendung bis Kriegsende war als Abteilungsvorstand der verkehrstechnischen Prüfungskommission. 1919 diente er als Kommandeur des Eisenbahn-Regiments Nr. 1. Er führte nachfolgend den Rang eines Oberst a. D.